# Kwaliteitsbewaking
Kwaliteitsbewaking is een bewust proces van zelfcontrole, waarbij aan de hand van vooraf gestelde normen volgens schema de feitelijke situatie telkens en regelmatig wordt getest.
Dit kan bijvoorbeeld aan de hand van de ISO-normen, een draaiboek of handboek of checklists.
Enkele voorbeelden
- Een piloot moet volgens een vast schema zijn instrumenten controleren voor elke start;
- Een zwembad moet regelmatig het water laten controleren op legionella;
- Winkelketens laten hun filialen en hun personeel controleren door anonieme controleurs die zich als klanten gedragen (mystery shoppers);
- Ziekenhuizen kunnen worden gecertificeerd door middel van HKZ (certificaat verstrekt door de Stichting Harmonisatie Kwaliteitsbeoordeling in de Zorgsector) maar het overgrote deel van de Nederlandse ziekenhuizen kiest voor een accreditatie door het Nederland Instituut Accreditatie Ziekenhuizen (NIAZ). Het HKZ-harmonisatiemodel is de basis van alle certificatieschema’s. Het NIAZ werkt volgens de Kwaliteitsnorm Zorginstelling. Binnen de HKZ- en de NIAZ-Kwaliteitsnorm Zorginstelling worden normen omschreven. Deze zijn gebaseerd op de kwaliteitsbepalingen die binnen de sector zijn opgesteld. Daarnaast zijn normen ontleend aan wettelijke bepalingen, waaronder de kwaliteitswet (voor) zorginstellingen.[1]

## Verschil met de ISO-normen
De ISO-norm wordt in vele sectoren, vooral buiten de gezondheidszorg toegepast. Het helpt bedrijven de interne bedrijfsvoering op orde te brengen. De ISO-norm bevat geen sectorspecifieke eisen die aan de dienstverlening gesteld kunnen worden. Dit is anders bij het certificatieschema van de HKZ. Indien men HKZ-gecertificeerd is, dan is men ook voor de 9001-norm van de ISO gecertificeerd, omdat alle normen uit de ISO ook zijn opgenomen.
De ISO-norm bevat algemene, internationale normen voor kwaliteitsmanagementsystemen. HKZ sluit hierbij aan door ISO-compatibel te zijn. Evenals de  ISO-normen zijn de HKZ- en NIAZ-normen vanuit het perspectief van de cliënt geformuleerd. 
Hoe hoger de professionaliteit van een organisatie, hoe beter de kwaliteitsbewaking en omgekeerd. Zo komt er een positieve wisselwerking tot stand, hetgeen de kwaliteit ten goede komt.
Bij kwaliteitsbewaking vindt er een interne professionele kwaliteitstoetsing plaats. Het doel van de kwaliteitsbewaking is het handhaven en vooral verbeteren van de kwaliteit van de beroepsuitoefening. De gehanteerde bewakingsmethode moet een systematiek zichtbaar maken waardoor de ingevoerde kwaliteitsverbetering opnieuw in de kwaliteitsbewaking getoetst kan worden.
De kwaliteitsbewaking kan zowel centraal als decentraal georganiseerd worden.